# Marjan (Split)
Pour les articles homonymes, voir Marjan.
Marjan est une colline dominant la ville de Split, située dans le comitat de Split-Dalmatie. Elle est recouverte d'une dense forêt méditerranéenne et entièrement entourée par la mer.
Marjan est aujourd'hui un site touristique abritant de nombreuses plages, sentiers de jogging et pistes cyclables. Elle accueille également le musée d'histoire naturelle de Split (en).
Le point culminant de Marjan, à 175 mètres d'altitude, offre une vue d'ensemble sur la ville de Split, les îles alentour.